# Odostomia willetti
Odostomia willetti är en snäckart som beskrevs av Bartsch 1917. Odostomia willetti ingår i släktet Odostomia och familjen Pyramidellidae. Inga underarter finns listade i Catalogue of Life.